# Apitoxină
Veninul de albină  sau apitoxina este veninul secretat de lucrătoarele mai multor specii de albine.
Apitoxina este substanța care rămâne după ce partea volatilă a veninului de albine dispare în contact cu aerul. Apitoxina este folosită ca mijloc de apărare împotriva prădătorilor și în luptele interne din roi.
Veninul de albină este o substanță complexă. Elementul cel mai activ este o substanță alcalină formată dintr-un amestec de proteine: polipeptid citotoxic melitina(formula chimică:
C131H229N39O31)
Tratamentul prin înțepături de albină, sau infiltrații cu apitoxină, cum le spun specialiștii din zilele noaste, sunt cunoscute încă din Antichitate pentru virtuțile lor terapeutice.
Veninul de albină se folosește în medicină (apiterapie sau apitoxoterapie) ca tratament complementar sau alternativ în durerile reumatice sau altor afecțiuni articulare datorită efectului antiinfecțios al peptinei 401 ce intră în compoziția sa și al melitinei care acționează asupra sistemului imunitar corectând atacuri ale anticorpilor asupra articulației și mielinei.
După ce ajunge în organism, veninul de albine stimulează hipofiza să secrete ACTH, care la rândul lui stimulează cortexul glandelor suprarenale să secrete cortizol. Prin urmare, veninul de albine stimulează secreția internă de cortizol. De asemenea, veninul este și un important imunostimulant pentru organismul uman.
Veninul de albină mai tratează și afecțiunile coloanei vertebrale (spondiloze, discopatii, sindromul spastis paravertebral, dorsalgii, lombalgii, sindromul isciaticus). Este foarte eficient și în afecțiunile sistemului nervos (depresii, insomnii, cefalee și nevroze), în sindromul psihosomatic (bronsită, colecist, colite, hepatite) sau în sindromul hipertensiv.